# Пол, Фредерик
Фредерик Пол (англ. Frederik Pohl; 26 ноября 1919, Нью-Йорк — 2 сентября 2013) — американский писатель-фантаст, редактор и активный деятель фэндома.

## Биография
Рос и учился главным образом в Бруклине. Сначала — государственная школа, затем — техническое училище, которое бросил в 17 лет. В том же возрасте вступил в молодёжную лигу Коммунистической партии США, поддерживая её участие в рабочем, антирасистском и антифашистском движении, но покинул партию после пакта Молотова-Риббентропа.
В 1936 участвовал в Первой всемирной конвенции фантастов (Филадельфия), в 19 лет вместе с А. Азимовым, С. Корнблатом, Д. Найтом основал общество Футурианцев. В это же время начинает издавать и редактировать два НФ журнала: Astonishing Stories и Super Science Stories, где публикует под разными псевдонимами и свои собственные произведения. После службы в ВВС США (1943—1945) долгое время был литературным агентом (в частности, Айзека Азимова и Хола Клемента). До 1969 года издавал журналы If и Galaxy.
Под своим именем публикуется с 1953 года. В это же время создал несколько произведений в соавторстве с С. Корнблатом («Торговцы космосом», 1953 — у этого романа есть продолжение «Война торговцев», 1984 — «Искать небо», 1954, «Гладиатор по закону», 1955, и др.). Рассказ «Встреча», написанный Полом вместе с С. Корнблатом, завоевал премию «Хьюго» в 1973 году. Как правило, романы двух авторов — это остросоциальные сатирические произведения, ныне ставшие классикой жанра.
С 1954 по 1991 годы Фредерик Пол сотрудничал с Джеком Уильямсоном (самые известные их произведения — трилогия «Дитя звёзд», 1969 и дилогия «Сага Кукушки», 1983). До начала 70-х годов рассказы самого Пола были более удачны, чем его романы, однако после прекращения активной издательской деятельности он показал себя как талантливый романист. Первый роман, опубликованный им после этого, «Человек плюс», получил премию «Небьюла» 1976 года, второй — «Врата» — «Небьюла», «Хьюго» и мемориальную премию Дж. Кэмпбелла 1977 года. Затем он создаёт роман «Джем», а также «Годы города», «Восход чёрной звезды», «Мир в конце времени» и многие другие. Он пишет продолжение к «Вратам».
Фредерик Пол скончался 2 сентября 2013 года.

## Компьютерные игры
Было создано несколько игр по мотивам книг Пола.
- «Frederick Pohl's Gateway»
- «Gateway 2: Homeworld»

## Премии и награды
- 1966, Премия Skylark
- 1973, Hugo Award[2] в категории «Рассказ» за «The Meeting» (1972)
- 1973, Locus Award[2] в категории «Повесть» за «The Gold at the Starbow’s End» (1972)
- 1976, Nebula Award в категории «Роман» за «Человек плюс» (Man Plus) (1976)
- 1977, Nebula Award в категории «Роман» за «Врата» (Gateway) (1977)
- 1978, Locus Award в категории «Роман НФ» за «Врата» (Gateway) (1977)
- 1978, Hugo Award в категории «Роман» за «Врата» (Gateway) (1977)
- 1978, Мемориальная Премия Джона Кэмпбелла в категории «Лучший НФ-роман» за «Врата» (Gateway) (1977)
- 1979, Премия Аполло за роман «Врата»
- 1979, Locus Award[2] в категории «Справочник (Reference Book)» за «The Way the Future Was» (1979)
- 1985, Мемориальная премия Джона Кэмпбелла[2] в категории «Лучший НФ-роман» «The Years of the City» (1984)
- 1986, Hugo Award[2] в категории «Рассказ» за «Ферми и стужа» (Fermi and Frost) (1985)
- 1992, Nebula Award. Грандмастер
- 1996, SFRA Awards. Clareson Award
- 1998, Введён в «Зал славы научной фантастики и фэнтези»[2]